# 廣東省人民委員會
广东省人民委员会是1955年2月至1968年2月间中华人民共和国广东省的省级国家行政机关。

## 历任领导

### 广东省一届人大期间
- 任期：1955年2月－1958年9月
- 省长：陶铸 → 陈郁（1957年8月－）
- 副省长：古大存、冯白驹、贺希明、文敏生、陈汝棠、丘哲、尹林平、魏今非（1956年8月－）、安平生（1956年8月－）、邓文钊（1956年8月－）、林锵云（1957年8月－）

### 广东省二届人大期间
- 任期：1958年9月－1963年12月
- 省长：陈郁
- 副省长：陈汝棠、林锵云、朱光、刘田夫、安平生、魏今非、郭棣活、李嘉人、冯白驹、曾生（1960年12月－）、林李明（1961年11月－）、古大存（1961年11月－）、罗范群（1961年11月－）、方皋（1961年11月－）、许崇清（1961年11月－）、杨康华（1961年11月－）、罗天（1961年11月－）、邓文钊（1961年11月－）、黄洁（1961年11月－）

### 广东省三届人大期间
- 任期：1963年12月－1968年2月
- 省长：陈郁
- 副省长：林李明、刘田夫、林锵云、古大存、李嘉人、曾生、郭棣活、杨康华、罗范群、许崇清、罗天、邓文钊、黄洁、赵卓云（1964年9月－）、庄田（1965年12月－）、王阑西（1965年12月－）、寇庆延（1965年12月－）